# Pau Navarro Badenes
Pau Navarro Badenes (nascut el 25 d'abril de 2005) és un futbolista valencià que juga al Vila-real CF. Principalment central, també pot jugar de lateral dret o de migcampista defensiu.

## Carrera professional
Nascut a La Vilavella, la Plana Baixa, Navarro es va formar al Vila-real CF juvenil. Va debutar amb l'equip sènior el 24 de setembre de 2023, com a titular en una victòria per 5-1 a casa contra el  CD Acero de la Tercera Federació.
Navarro va marcar el seu primer gol com a sènior el 5 de novembre de 2023, aconseguint l'empat del C en un empat 1-1 a casa contra el CF Gandia. Va debutar com a professional amb el filial el 12 de novembre, entrant com a substitut d' Álex Forés a la mitja part en una victòria per 1-0 a fora de casa a Segona Divisió contra el CD Tenerife.
Navarro va marcar el seu primer gol com a professional el 7 d'abril de 2024, marcant el primer gol del B en una victòria per 2-1 a casa contra el Burgos CF. Va debutar amb el primer equip –i a la Lliga– el 26 de setembre, substituint Logan Costa en una victòria per 2-1 a fora contra el RCD Espanyol.